# Pląchawy
Pląchawy (deutsch Plonchau) ist ein kleiner Ort in der polnischen Woiwodschaft Ermland-Masuren und gehört zur Gmina Dąbrówno (Landgemeinde Gilgenburg) im Powiat Ostródzki (Kreis Osterode in Ostpreußen).

## Geographische Lage
Pląchawy liegt im äußersten Norden der Gmina Dąbrówno im Südwesten der Woiwodschaft Ermland-Masuren, 19 Kilometer südlich der Kreisstadt Ostróda (deutsch Osterode in Ostpreußen).

## Geschichte
Die Handfeste für den damals Plenigaw, dann Plunchen und nach 1555 Plonckau genannten Ort datiert im Jahre 1349. Es handelte sich um ein später sehr großes Vorwerk, das bis 1945 zur Landgemeinde Döhlau (polnisch Dylewo) im Kreis Osterode in Ostpreußen gehörte.
Mit dem gesamten südlichen Ostpreußen wurde Plonchau 1945 in Kriegsfolge an Polen überstellt. Die heutige Siedlung (polnisch Osada) erhielt die polnische Namensform „Pląchawy“ und ist heute eine Ortschaft innerhalb der Gmina Dąbrówno (Landgemeinde Gilgenburg) im Powiat Ostródzki (Kreis Osterode in Ostpreußen), bis 1998 der Woiwodschaft Olsztyn, seither der Woiwodschaft Ermland-Masuren zugehörig.

## Kirche
Bis 1945 war Plonchau in die evangelische Dorfkirche Döhlau in der Kirchenprovinz Ostpreußen der Kirche der Altpreußischen Union, außerdem in die römisch-katholische Kirche der Stadt Gilgenburg (polnisch Dąbrówno) eingepfarrt.
Heute gehört Pląchawy katholischerseits zur Kirche in Dylewo, einer Filialgemeinde der Pfarrei Szczepankowo (Steffenswalde) im Erzbistum Ermland, sowie evangelischerseits zur Kirche in Ostróda (Osterode in Ostpreußen') in der Diözese Masuren der Evangelisch-Augsburgischen Kirche in Polen.

## Verkehr
Pląchawy liegt westlich einer Nebenstraße, die von Tułodziad (Taulensee) nach Ostróda führt. In Bartki (Bardtken) und auch in Dylewo zweigt jeweils ein Landweg nach Pląchawy ab. Ein Bahnanschluss existiert nicht.